# 雷西斯滕西亚

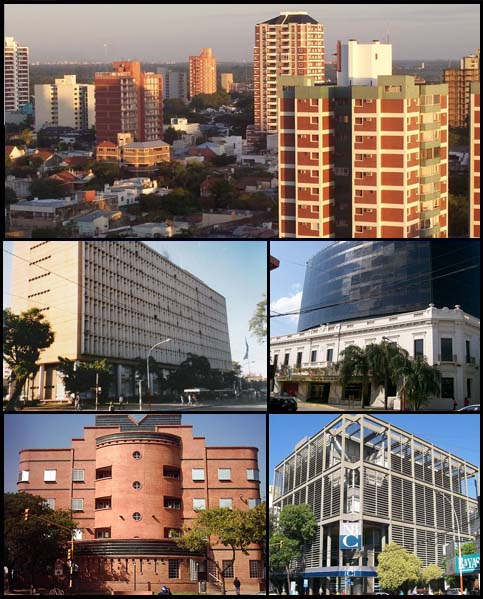
雷西斯滕西亞

雷西斯滕西亚位于阿根廷东北部巴拉圭河畔，是查科省的首府，人口275,962（2001年）。 
國立東北大學的其中一家分校設於此市。
27°27′05″S 58°59′12″W / 27.4514°S 58.9867°W